# おとり求人
おとり求人（おとりきゅうじん）とは、募集の実態がないにもかかわらず意図的に掲載がされている、または募集元となる企業との取引がないにもかかわらず無断で掲載が行われている求人のことである。掲載求人数の水増しやアクセス数の増加を目的として、主にインターネットの求人ポータルサイト上で掲載がされているケースが多い。自社サービスの集客のために「おとり」として利用される求人のため、「おとり求人」と呼称される。

## おとり求人の問題点

### 求職者の影響
募集の実態がないおとり求人に問い合わせても、その後に選考が進むことはないため、求職者には無駄な労力を強いることになる。一見するとそれがおとり求人かそうではないかを判別することは難しく、おとり求人の氾濫している状況は求職者の自由な転職活動を阻害する要因となっている。

### 雇用者の影響
おとり求人は、募集企業に無断で掲載が行われていることが多く、募集側の意図しないところで自社の求人情報が掲載されてしまうという問題がある。特に、職業紹介事業者が自社のサービスへの登録を促す手法として用いているケースが多い。そのため、求職者がおとり求人に釣られる形で職業紹介サービスの利用が増えることで、募集企業としては年収の20～35％と言われる高額な採用手数料負担を強いられてしまい、特に人手不足の業界や中小零細企業は人件費の高騰に苦しむことになる。

### 法的な問題
法律的な観点から見た問題として、おとり求人は職業安定法第65条8号に違反している可能性が考えられる。当該条項は「虚偽の広告をなし、又は虚偽の条件を提示して、職業紹介、労働者の募集若しくは労働者の供給を行った者又はこれらに従事した者」には６か月以下の懲役または３０万円以下の罰金に処する旨が規定されている。職業紹介事業者が募集企業に無断で掲載を行う実態のない求人情報は「虚偽の広告」に該当する可能性がある。

## おとり求人の例

### 倒産・閉鎖した事業所の求人情報
すでに経営の実態がない事業所での求人情報が取り下げられることなく掲載され続けているケース。

### 募集を行っていない職種の求人情報
一見するとおとり求人であるとは分からないが、問い合わせた際に募集を行っていないと案内されることがある。掲載がされているウェブサイトの管理が行き届いていない場合、こういった求人が多くなるが、募集がないと分かっていながら掲載がされている例もある。

### ハローワーク転載の求人情報
数ある掲載の中に「ハローワークの求人」とただし書きのあるものが散見される。これは文字通り募集企業がハローワークに依頼をして掲載している求人の転載になるため、ここから問い合わせを行っても選考が進むことはない。掲載数の水増しのために意図的に行われているケースがある。

## ハローワークのおとり求人
公的な組織でありながら公共職業安定所（ハローワーク）の取り扱う求人情報には募集の実態がないもの、募集企業が求職者の対応に消極的なものが含まれていると言われている。これはハローワーク特有の仕組みや制度に起因していると考えられる。
1. 募集企業は無料で求人申し込みができる
2. ハローワーク経由の採用で雇用助成金が受け取れる（支給条件あり）
3. ハローワーク職員による求人申し込みの催促

また、厚生労働省が一般職業紹介状況のデータの一つとして毎月公表している有効求人倍率はハローワークの求人、求職の状況をもとに算出されているため、おとり求人が含まれることによって数値が上昇し、表向きの求人倍率と実態に乖離が生じているという指摘もある。